# Protesty studenckie w Iranie (1999)
Protesty studenckie w Iranie – antyrządowe wystąpienia studentów w Teheranie i kilku innych irańskich metropoliach w lipcu 1999. Ich bezpośrednią przyczyną było zamknięcie pisma „Salam” związanego ze stronnictwem reformistów. Były to największe protesty antyrządowe w Iranie po rewolucji islamskiej w 1979, a przed protestami po wyborach prezydenckich w 2009.

## Przebieg wydarzeń
Protesty rozpoczęły się po tym, gdy na polecenie Ministerstwa Wywiadu i Bezpieczeństwa zostało zamknięte reformistyczne pismo "Salam". 8 lipca 1999 niewielka grupa studentów zorganizowała w Teheranie manifestację w obronie gazety. W odpowiedzi grupa członków paramilitarnych bojówek religijnych oraz policjanci włamali się do akademika Uniwersytetu Teherańskiego i dopuściła się brutalnego pobicia przebywających w budynku studentów. Kilku studentów zginęło wskutek pobicia lub wyrzucenia przez okno, zaś ponad stu słuchaczy uczelni aresztowano. Do napadu na akademik doszło również w Tebrizie. Wówczas studenci stołecznych uniwersytetów, a także studenci z Meszhedu, Tebrizu, Szirazu i Isfahanu zaczęli organizować manifestacje solidarnościowe. Podczas marszów przywoływane były postaci Mehdiego Bazargana i Mohammada Mosaddegha. Podczas manifestacji kilkakrotnie doszło do zamieszek, demonstranci palili portrety Najwyższego Przywódcy Iranu Alego Chameneiego i obrzucali siły porządkowe kamieniami. Podczas zamieszek zginęły przynajmniej dwie osoby, a kilkaset odniosło rany. W proteście przeciwko atakowi na akademik ze stanowiska zrezygnował kanclerz Uniwersytetu Teherańskiego, a minister szkolnictwa wyższego Mostafa Moin podał się do dymisji.
Początkowo studenci domagali się zgody na dalsze wydawanie Salam i respektowanie wolności prasy. Następnie zaczęli domagać się szeroko zakrojonych reform politycznych i odejścia z rządu polityków konserwatywnych.
Najwyższy Przywódca Iranu Ali Chamenei w pierwszej chwili surowo skrytykował brutalność policji i bojówkarzy, jednak gdy protesty nabrały rozmachu potępił je. Stwierdził, że studenci działali na korzyść sił kontrrewolucji i obcych państw. Dwudziestu czołowych dowódców Korpusu Strażników Rewolucji Islamskiej skierowało do Najwyższego Przywódcy list otwarty, w którym zagrozili, że zajmą się tłumieniem manifestacji na własną rękę, jeśli rząd nie będzie dość zdecydowany.
Od protestujących zdystansował się reformatorski prezydent Mohammad Chatami, twierdząc, że działali na niekorzyść Iranu. Na postawę Chatamiego mogło wpłynąć ostre stanowisko Korpusu Strażników, jednak przesądziło o niej przede wszystkim przekonanie prezydenta, że nie może on stawać po stronie studentów, którzy kwestionowali cały kształt ustrojowy Iranu i posługiwali się podczas manifestacji przemocą, od której on sam zawsze się odżegnywał.
12 lipca, dzień po tym, gdy podczas demonstracji w Tebrizie ponownie doszło do zamieszek i zginął student, rząd irański zabronił protestów. Następnego dnia Chatami ponownie wystąpił publicznie, zapowiadając surowe kary dla uczestników nielegalnych manifestacji. Mimo to w Teheranie doszło do jeszcze jednej, kilkutysięcznej demonstracji, która została rozpędzona przez siły bezpieczeństwa.
Ostatecznie protesty zanikły. Łączną liczbę ich uczestników szacuje się na ok. 10 tysięcy, a liczbę aresztowanych za udział w demonstracjach – na tysiąc osób. Były to zatem w tym momencie największe protesty antyrządowe od czasu proklamowania republiki islamskiej po rewolucji r. 1979.
Niektórych aresztowanych studentów zmuszono do złożenia publicznej, emitowanej w telewizji samokrytyki. Trzech studentów skazano na karę śmierci, jednak wyroków nie wykonano, zamieniając je na kary więzienia. W końcu lipca 1999 Human Rights Watch opublikowało listę 77 studentów, którzy zniknęli bez śladu. Z pracy usunięto nielicznych policjantów biorących udział w brutalnej napaści na mieszkańców teherańskiego akademika.
Protestujących studentów upamiętniono podczas kolejnych wielkich manifestacji antyrządowych w Iranie, do jakich doszło w 2009 po wyborach prezydenckich.